# Stanford (Montana)
Stanford é uma cidade  localizada no estado americano de Montana, no Condado de Judith Basin.

## Demografia
Segundo o censo americano de 2000, a sua população era de 454 habitantes.
Em 2006, foi estimada uma população de 417, um decréscimo de 37 (-8.1%).

## Geografia
De acordo com o United States Census Bureau tem uma área de
1,1 km², dos quais 1,1 km² cobertos por terra e 0,0 km² cobertos por água. Stanford localiza-se a aproximadamente 1302 m acima do nível do mar.

## Localidades na vizinhança
O diagrama seguinte representa as localidades num raio de 48 km ao redor de Stanford.